# Namirea insularis
Namirea insularis is een spinnensoort uit de familie Dipluridae. De soort komt voor in Queensland.